# Grete Mogensen
Grete Mogensen (* 15. Mai 1963 in Skive, verheiratete Grete Sahlertz Kragekjær) ist eine ehemalige dänische Badmintonspielerin. 

## Karriere
Grete Mogensen wurde 1990 Europameisterin im Mixed mit Jon Holst-Christensen. Bei der Weltmeisterschaft 1991 und 1993 gewannen beide jeweils Silber ebenso wie bei der Europameisterschaft im Jahr zwischen den Weltmeisterschaften.

## Sportliche Erfolge
| Saison    | Veranstaltung                              | Disziplin   | Platz | Name |
| --------- | ------------------------------------------ | ----------- | ----- | --- |
| 1983/1984 | Dänemark: Einzelmeisterschaft der Amateure | Damendoppel | 1     | Liselotte Göttsche, Herning / Grete Mogensen, Esbjerg |
| 1984/1985 | Dänemark: Einzelmeisterschaft der Amateure | Damendoppel | 1     | Liselotte Göttsche, Herning / Grete Mogensen, Esbjerg |
| 1985      | Czechoslovakian International              | Damendoppel | 1     | Grete Mogensen / Hanne Adsbøl |
| 1985      | Czechoslovakian International              | Dameneinzel | 1     | Grete Mogensen |
| 1986/1987 | Dänemark: Einzelmeisterschaft der Amateure | Damendoppel | 1     | Grete Mogensen, Højbjerg BK / Gitte Paulsen, Triton, Aalborg |
| 1987      | Thailand Open                              | Mixed       | 1     | Peter Buch / Grete Mogensen |
| 1989      | Dutch Open                                 | Damendoppel | 1     | Grete Mogensen / Pernille Dupont |
| 1990      | All England                                | Mixed       | 2     | Jon Holst-Christensen / Grete Mogensen |
| 1990      | Europameisterschaft                        | Mixed       | 1     | Jon-Holst Christensen / Grete Mogensen |
| 1990      | Europameisterschaft                        | Mannschaft  | 1     | Dänemark (Jon Holst-Christensen, Grete Mogensen, Morten Frost, Dorte Kjær, Nettie Nielsen, Pernille Nedergaard, Lotte Olsen, Henrik Svarrer, Jan Paulsen, Poul-Erik Høyer Larsen, Kirsten Larsen) |
| 1990      | Scottish Open                              | Mixed       | 1     | Jon Holst-Christensen / Grete Mogensen |
| 1990/1991 | Dänemark: Einzelmeisterschaften            | Mixed       | 1     | Jon Holst-Christensen, Lillerød / Grete Mogensen, Herning BK |
| 1991      | Weltmeisterschaft                          | Mixed       | 3     | Jon Holst-Christensen / Grete Mogensen |
| 1991      | Scottish Open                              | Mixed       | 1     | Jon Holst-Christensen / Grete Mogensen |
| 1991/1992 | Dänemark: Einzelmeisterschaften            | Damendoppel | 1     | Pernille Dupont, Gentofte BK / Grete Mogensen, Herning |
| 1992      | All England                                | Mixed       | 2     | Jon Holst-Christensen / Grethe Mogensen |
| 1992      | Europameisterschaft                        | Mixed       | 2     | Jon-Holst Christensen / Grete Mogensen |
| 1992/1993 | Dänemark: Einzelmeisterschaften            | Damendoppel | 1     | Grete Mogensen, Herning / Lisbet Stuer-Lauridsen, Lillerød |
| 1993      | Weltmeisterschaft                          | Mixed       | 2     | Jon Holst-Christensen / Grete Mogensen |
| 1993      | All England                                | Mixed       | 1     | Jon Holst-Christensen / Grete Mogensen |
| 2004/2005 | Dänemark: Seniorenmeisterschaften 35+      | Mixed       | 1     | Jon Holst-Christensen, Herlev / Hjorten / Grete Kragekjær, Gentofte |
| 2004/2005 | Dänemark: Seniorenmeisterschaften 35+      | Damendoppel | 1     | Grete Kragekjær, Gentofte / Helle Stærmose, Værløse |
| 2005/2006 | Dänemark: Seniorenmeisterschaften 35+      | Mixed       | 1     | Jon Holst-Christensen, Herlev / Hjorten / Grete Kragekjær, Gentofte |
| 2005/2006 | Dänemark: Seniorenmeisterschaften 40+      | Damendoppel | 1     | Grete Kragekjær, Gentofte / Karin Fleischer Steffensen, Roskilde HBK |
| 2007/2008 | Dänemark: Seniorenmeisterschaften 35+      | Mixed       | 1     | Jon Holst-Christensen, Helev / Hjorten / Grete Kragekjær, Gentofte |
| 2007/2008 | Dänemark: Seniorenmeisterschaften 40+      | Damendoppel | 1     | Grete Kragekjær, Gentofte / Karin Steffensen, Roskilde |